# Pere Lluís Millet Soler
Pere Lluís Millet Soler (Barcelona, Catalunya, 27 de maig de 1952) és un regatista català, guanyador de la medalla de plata en els Jocs Olímpics d'Estiu de 1976.
Membre del Club Nàutic el Masnou, va participar, als 24 anys, en els Jocs Olímpics d'Estiu de 1976 que tingueren lloc a Mont-real (Canadà), on aconseguí la medalla de plata en la classe 470 al costat del càntabre Antonio Gorostegui.